# أنطوان كار
أنطوان كار (بالإنجليزية: Antoine Carr)‏ مواليد 23 يوليو 1961 في أوكلاهوما سيتي، هو لاعب كرة سلة أمريكي سابق بدأ مسيرته الاحترافية في سنة 1983 ويحمل الرقم 33, 35, 55. يبلغ طوله 6 قدم 9 بوصة (2.1 م). اعتزل اللعب في 2002.

## الميداليات
| الميدالية | المسابقة                         |
| --------- | -------------------------------- |
| فضية      | بطولة كأس العالم لكرة السلة 1982 |

## روابط خارجية
- أنطوان كار على موقع الاتحاد الدولي لكرة السلة (الإنجليزية)
- أنطوان كار على موقع إن بي أي (الإنجليزية)
- أنطوان كار على موقع سبورتس رفرنس (الإنجليزية)
- أنطوان كار على موقع كرة السلة الأوروبية.كوم (الإنجليزية)
- أنطوان كار على موقع كلية كرة السلة في سبورتس رفرنس.كوم (الإنجليزية)
- أنطوان كار على موقع ريلجم (الإنجليزية)
- أنطوان كار على موقع بروبوليرز (الإنجليزية)
- أنطوان كار على موقع قاعة كنساس للمشاهير الرياضية (مؤرشف) (الإنجليزية)